# Самоленко Володимир Іванович
Володи́мир Іва́нович Самоленко (31 грудня 1968 — 12 лютого 2015) — солдат резерву Міністерства внутрішніх справ України.

## Життєвий шлях
Пройшов строкову військову службу в Радянській армії під Ленінградом, війська швидкого реагування. У 1990-х роках служив за контрактом, окрема бригада з охорони дипломатичних представництв та консульських установ іноземних держав в Україні НГУ. Здобув професію системного адміністратора. Мешкав із сім'єю у Києві.
З травня 2014-го — доброволець, стрілець-гранатометник, 2-й батальйон спеціального призначення НГУ «Донбас», псевдо «Вован», на фронт пішов з Майдану. Брав участь у визволенні Курахового, Лисичанська, Попасної.
Під час боїв за Іловайськ, рятуючи з-під обстрілу вантажівку з боєприпасами, Володимир зазнав осколкового поранення в руку, після лікування повернувся до підрозділу.
12 лютого 2015-го українські десантники займають штурмом частину села Логвинове та розблоковують трасу Бахмут — Дебальцеве. У селі залишилися осередки опору, які придушуються; частини батальйону «Донбас» проводять зачистку селища і прилеглої ділянки траси. Танкісти у 20-хвилинному бою під Логвиновим ліквідували щонайменше 8 російських Т-72 5-ї танкової бригади, з українського боку втрати в техніці склали 2 танки батальйону «Донбас», у 30-ї бригади — 2 танки та БМП.
Володимир загинув у бою з терористами, тоді також полягли бійці «Донбасу» Андрій Камінський, Роман Мельничук, Володимир Панчук, Анатолій Поліщук та 30-ї ОАМБр Андрій Браух, Олексій Комаров, Микола Сущук, Володимир Шульга, 79-ї бригади — Ігор Марквас та Володимир Суслик.
У бою із «зачистки» Логвинового вояки «Донбасу» спільно із ЗСУ ліквідували до 50 одиниць живої сили терористів, полонили 12, знищено ворожий танк, підбито БТР. По мірі просування вглиб населеного пункту «Донбас» потрапив у засідку та, розбившись на дві групи, почав відхід — перша група відходила з полоненими, друга група прикривала. У групі прикриття загинули Анатолій Поліщук-«Кемел», Володимир Панчук-«Араб», Андрій Камінський-«Впевнений», Роман Мельничук-«Санта», Володимир Самоленко-«Вован», було підбито вантажівку. БМП, у якій пересувався Володимир Панчук, потрапила в засідку терористів, вояки зайняли оборону та довго стримували противника, запобігши потраплянню в кільце та нападу на військову колону. Попри перевагу противника в живій силі, група змогла ліквідувати в бою понад 20 терористів.
Без Володимира лишилися дружина та донька.
Рештки тіла вдалось ідентифікувати більш ніж за два роки, за результатами третьої експертизи ДНК, яка показала 99,999 % збігу, — серед похованих на Краснопільському кладовищі тимчасово невстановлених захисників Батьківщини. 6 липня 2017 року з Володимиром Самоленком прощались на Майдані Незалежності. Перепохований на Берковецькому кладовищі.

## Нагороди
Указом Президента України № 12/2018 від 22 січня 2018 року, «за особисту мужність і самовіддані дії, виявлені у захисті державного суверенітету та територіальної цілісності України, зразкове виконання військового обов'язку», нагороджений орденом «За мужність» III ступеня (посмертно).